# Carcassonne
Carcassonne [kaʁkasɔn] (okzitanisch: Carcassona) ist eine französische Stadt mit 46.429 Einwohnern (Stand 1. Januar 2022) und Präfektur des Départements Aude. Sie ist Sitz des Gemeindeverbands Carcassonne Agglo mit über 105.000 Einwohnern. Ihr Wahrzeichen ist die mittelalterliche, auf einem Hügel der Altstadt gelegene, als Cité von Carcassonne bezeichnete Festung.
Carcassonne liegt etwa 70 Kilometer nordwestlich von Perpignan an einer alten Handelsstraße zwischen Mittelmeer und Atlantik. Die Stadt liegt an den Flüssen Aude und Fresquel und wird vom Canal du Midi durchquert.

## Geschichte

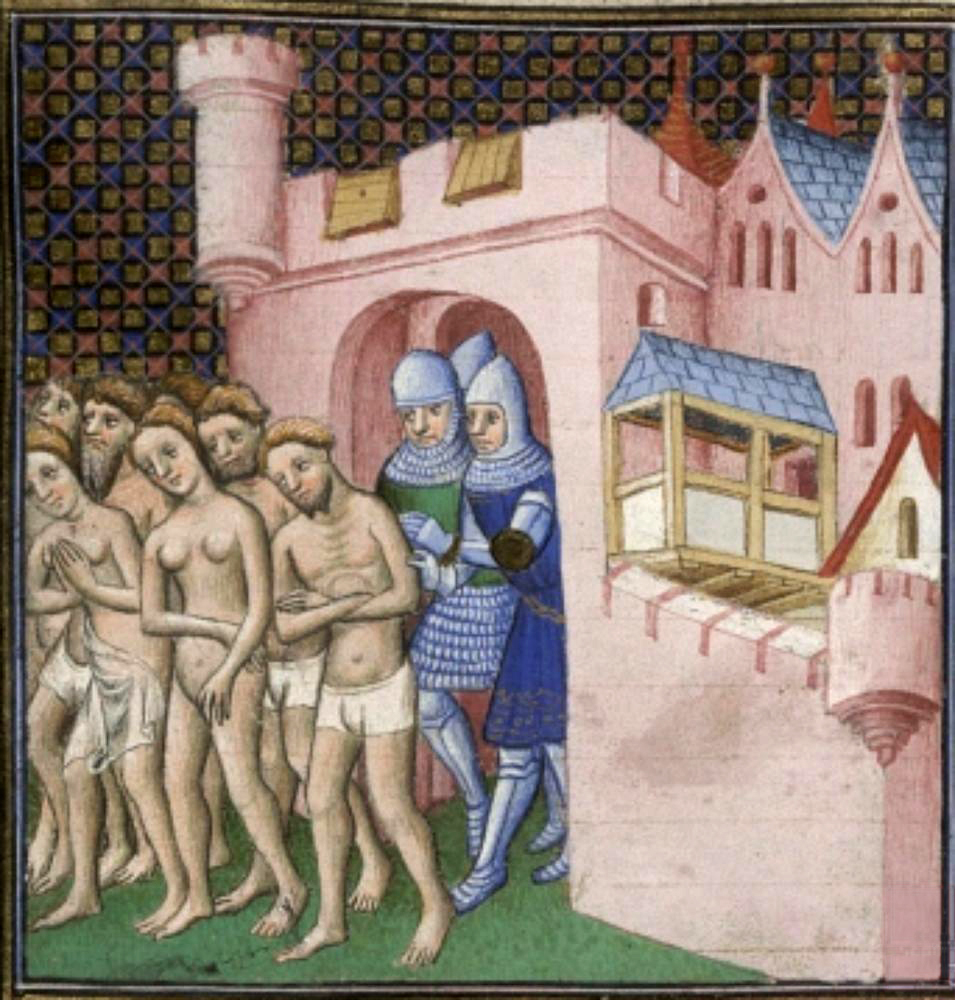
Vertreibung der Katharer aus Carcassonne (mittelalterliche Miniatur)

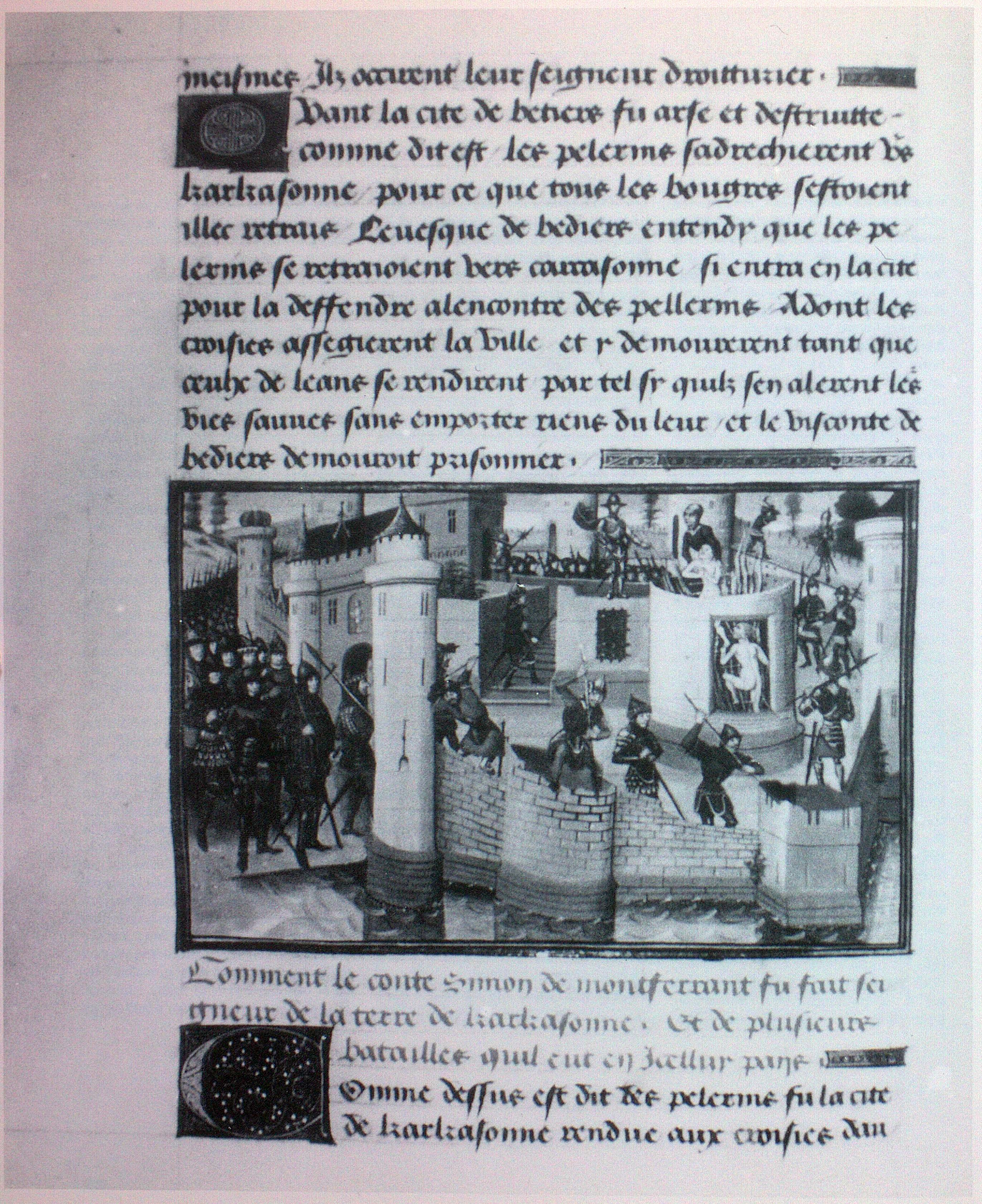
Die Eroberung von Carcassonne im Jahr 1209. Buchmalerei in einer Handschrift von David Auberts Croniques abregies (Paris, Bibliothèque de l’Arsenal, 5090, fol. 261v, 15. Jahrhundert)

Carcassonne hieß, als es in der Antike im Gebiet der Volcae Tectosages lag, Carcas(s)o. Dessen Bewohner besaßen unter römischer Herrschaft das latinische Bürgerrecht. Damals gehörte Carcaso zur Provinz Gallia Narbonensis. Caesar ließ hier einen Waffenplatz und Kriegsmagazine errichten. Der Ort hieß zur Römerzeit Colonia Iulia Carcaso. 462 fiel er an den westgotischen König Theoderich II. Das Bistum Carcassonne wurde 533 gegründet. Bei Carcassonne schlug Rekkared I. 589 die Franken. Die Westgoten hielten sich im Besitz der Stadt, bis diese 725 von aus Spanien kommenden Sarazenen erobert wurde. Indessen dauerte die arabische Herrschaft nur bis etwa 759, als Pippin der Jüngere ganz Septimanien unterwarf und mit dem Frankenreich vereinigte.
Die Stadt wurde dann Sitz von Grafen; der erste namentlich bekannte hieß Bello und regierte Anfang des 9. Jahrhunderts zur Zeit Karls des Großen. Nach dem Tod Raimund Rogers (1067) kam Carcassonne formell unter die Oberhoheit der Grafen von Barcelona bzw. Könige von Aragón, doch herrschten die aus dem Haus Trencavel stammenden nunmehrigen Vizegrafen von Carcassonne weitgehend selbständig.
Im Mittelalter lebten 3.000–4.000 Menschen in Carcassonne, das Anfang des 13. Jahrhunderts zu den Hauptstützpunkten der Katharer gehörte. 1209 war es Ziel des Albigenserkreuzzugs. Die Stadt war bereits mit Flüchtlingen überfüllt und bot nach zweiwöchiger Belagerung die Kapitulation an. Die zwei Wochen hatten die Einwohner genutzt, um durch unterirdische Gänge in die nahe liegenden Wälder zu fliehen. Es blieben etwa 500 Einwohner, vor allem Greise, Kranke und Kinder, zurück. Von diesen durften 100 die Stadt verlassen, die anderen 400 wurden verbrannt oder gehängt. 1247 verzichtete der letzte Vizegraf von Carcassonne, Raimund II. Trencavel, endgültig gegenüber Ludwig IX. auf seine Ansprüche auf die Stadt, die nun zur französischen Krondomäne kam.
Ab 1247 entstand am linken Flussufer die Unterstadt. Gemäß dem Vertrag von Corbeil (1258) wurde Carcassonne eine Grenzfestung zwischen Frankreich und dem Königreich Aragón. In der Anfangsphase des Hundertjährigen Kriegs eroberten die Engländer 1355 die Unterstadt und brannten sie nieder. 1591 fiel Carcassonne in die Hände der Heiligen Liga, die erst 1596 Heinrich IV. als französischen König anerkannte.
Die Unterstadt entwickelte sich im Laufe der auf ihre Gründung folgenden Jahrhunderte; hier wohnt auch heute die überwiegende Zahl der Menschen. Demgegenüber ist die heutige Altstadt, insbesondere die Festung auf dem Hügel, im Laufe der Jahrhunderte zunehmend verfallen. Die Festung wurde erstmals 1853 von Eugène Viollet-le-Duc restauriert und liegt heute in der Altstadt.

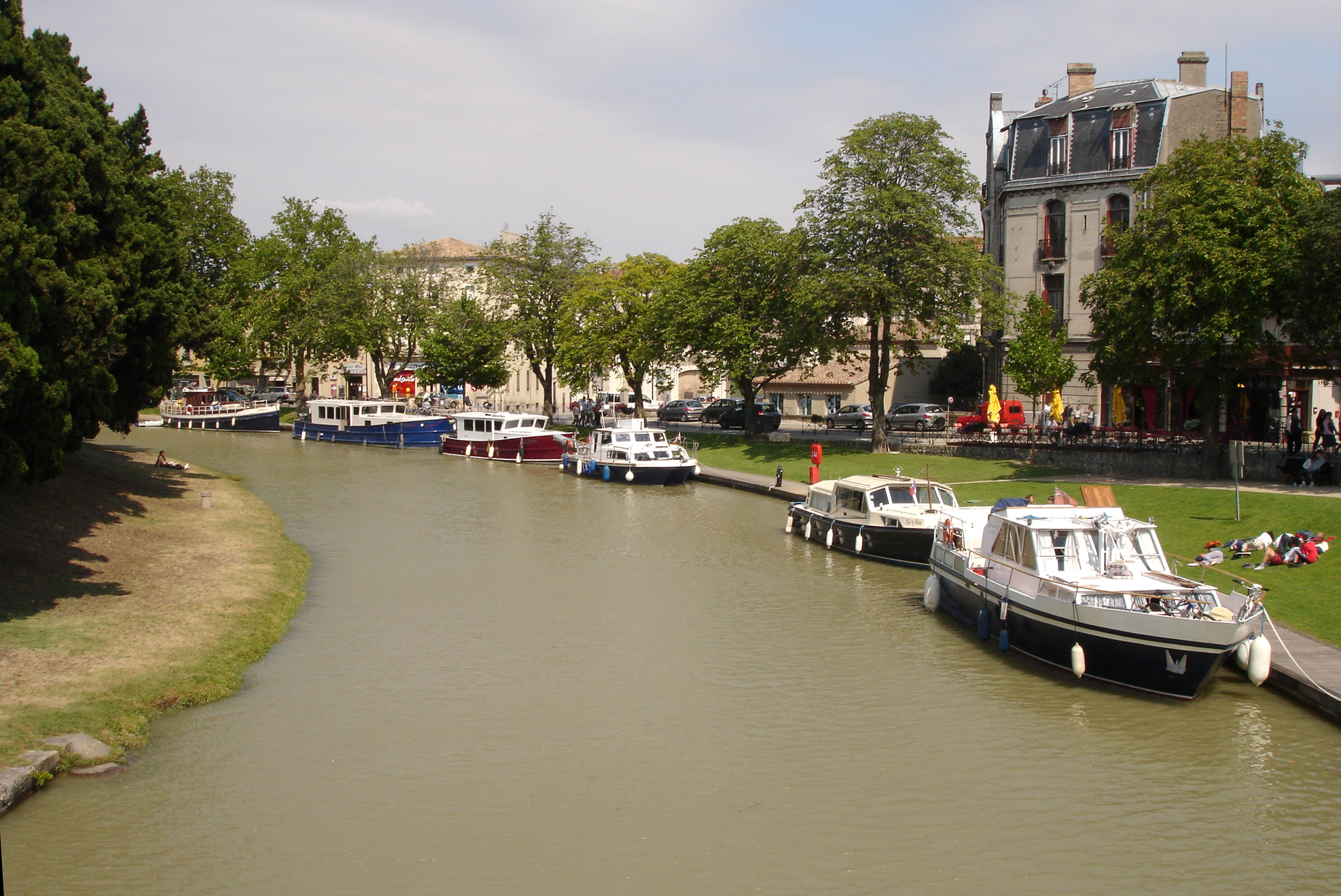
Canal du Midi

Der Canal du Midi führte anfänglich an der Stadt vorbei, da man sich nicht ausreichend an den Kosten seines Baus beteiligte. Der Bau der für den Handel günstigeren Führung durch die Stadt wurde 1786 begonnen und infolge der Unterbrechung durch die Französische Revolution erst am Anfang des 19. Jahrhunderts beendet.
Als sich Frankreich im Zweiten Weltkrieg unter deutscher Besatzung befand, kämpfte die Résistance gegen die Invasoren, wobei auch Carcassonne schließlich befreit wurde. Auch Italiener beteiligten sich am Kampf gegen die Deutschen und ihre Kollaborateure. Die Comités italiens de libération wollten am 28. April 1945 – am Todestag Mussolinis – den antifaschistischen „Sieg der Patrioten“ feiern, indem sie an ihrem Sitz in Carcassonne die italienische Flagge aufzogen. Die Franzosen reagierten erbost, sahen sie doch auch Italien als Feindesland. Unter Polizeischutz versuchten die anwesenden Italiener – ihrerseits durchaus bestätigte Antifaschisten – sich zu erklären, Schuld seien nicht die Italiener selbst, sondern die Faschisten gewesen.

## Bevölkerungsentwicklung
| Jahr      | 1962   | 1968   | 1975   | 1982   | 1990   | 1999   | 2006   | 2018   | 2021   |
| --------- | ------ | ------ | ------ | ------ | ------ | ------ | ------ | ------ | ------ |
| Einwohner | 40.897 | 43.616 | 42.154 | 41.153 | 43.470 | 43.950 | 46.639 | 46.513 | 46.218 |

Quellen: Cassini und INSEE

## Sehenswürdigkeiten

### Cité von Carcassonne

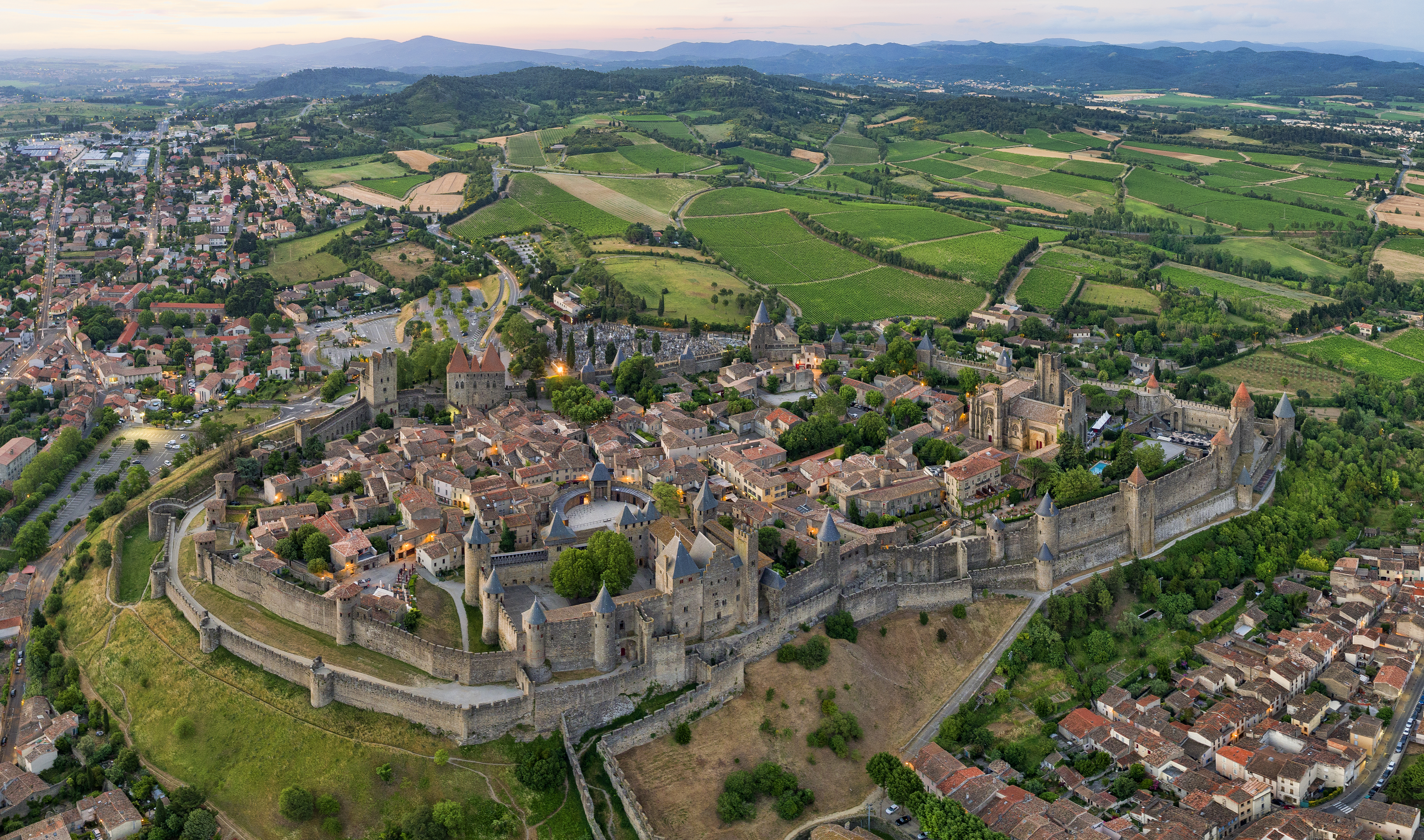
Luftaufnahme der Cité (2016)

Die Cité de Carcassonne auf dem rechten Ufer der Aude gehört seit 1997 zum Weltkulturerbe der UNESCO. Sie ist mit 4 Millionen Besuchern pro Jahr die touristische Hauptattraktion der Stadt und eines der am häufigsten besuchten Reiseziele Frankreichs.
Die mittelalterliche Festungsanlage ist von ihrer Größe und ihrem Erhaltungszustand her einzigartig in Europa. Die noch bewohnte Cité wird von einem doppelten Mauerring umschlossen. Hauptgebäude im Innern sind eine Burg (Château comtal) und eine Kirche (Basilique Saint-Nazaire).

### Ehemalige Kathedrale Saint-Nazaire und Saint-Celse
1096 besuchte Papst Urban II. die Stadt und segnete die für einen Neubau bestimmten Steine. Der romanische Bau, der das heutige Langhaus bildet, war wahrscheinlich um die Mitte des 12. Jahrhunderts vollendet. Der Ausbau im gotischen Stil dauerte bis 1330. Die Kathedrale war bis 1801 Bischofssitz.

### Kathedrale Saint-Michel
Diese Kirche wurde im 13. Jahrhundert zunächst als einfache Stadtpfarrkirche errichtet. Im Rahmen des Konkordats von 1801 wurde die Kirche zur Kathedrale des Bistums Carcassonne erhoben.

### Sonstige
Im Inneren der Burg wurde 1127 das château comtal („Grafenschloss“) errichtet. Innerhalb der Burgstadt bilden seine Mauern ein Rechteck, das von fünf Türmen und einem Graben beschützt wird. Der Canal du Midi („Kanal des Südens“) verbindet Toulouse mit dem Mittelmeer bei Sète. Die Kirche Saint-Gimer wurde in den Jahren 1854–1859 von Eugène Viollet-le-Duc gebaut. Weitere Sehenswürdigkeiten sind:
- Die Bastide Saint-Louis
- Die alte Brücke Pont Vieux aus dem 14. Jahrhundert
- Der Neptunbrunnen auf dem Place Carnot (18. Jahrhundert)
- Die Markthallen (Les Halles)
- Das Musée des Beaux-Arts de Carcassonne

Siehe auch: Liste der Monuments historiques in Carcassonne

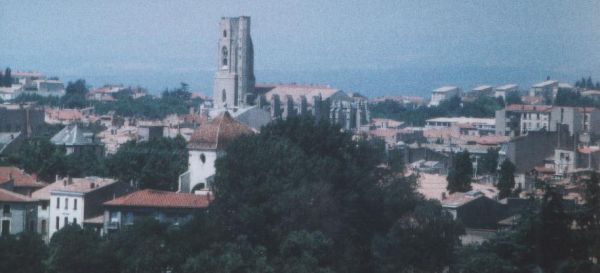
Blick auf die Unterstadt: Kirche Saint-Vincent, links die Aude
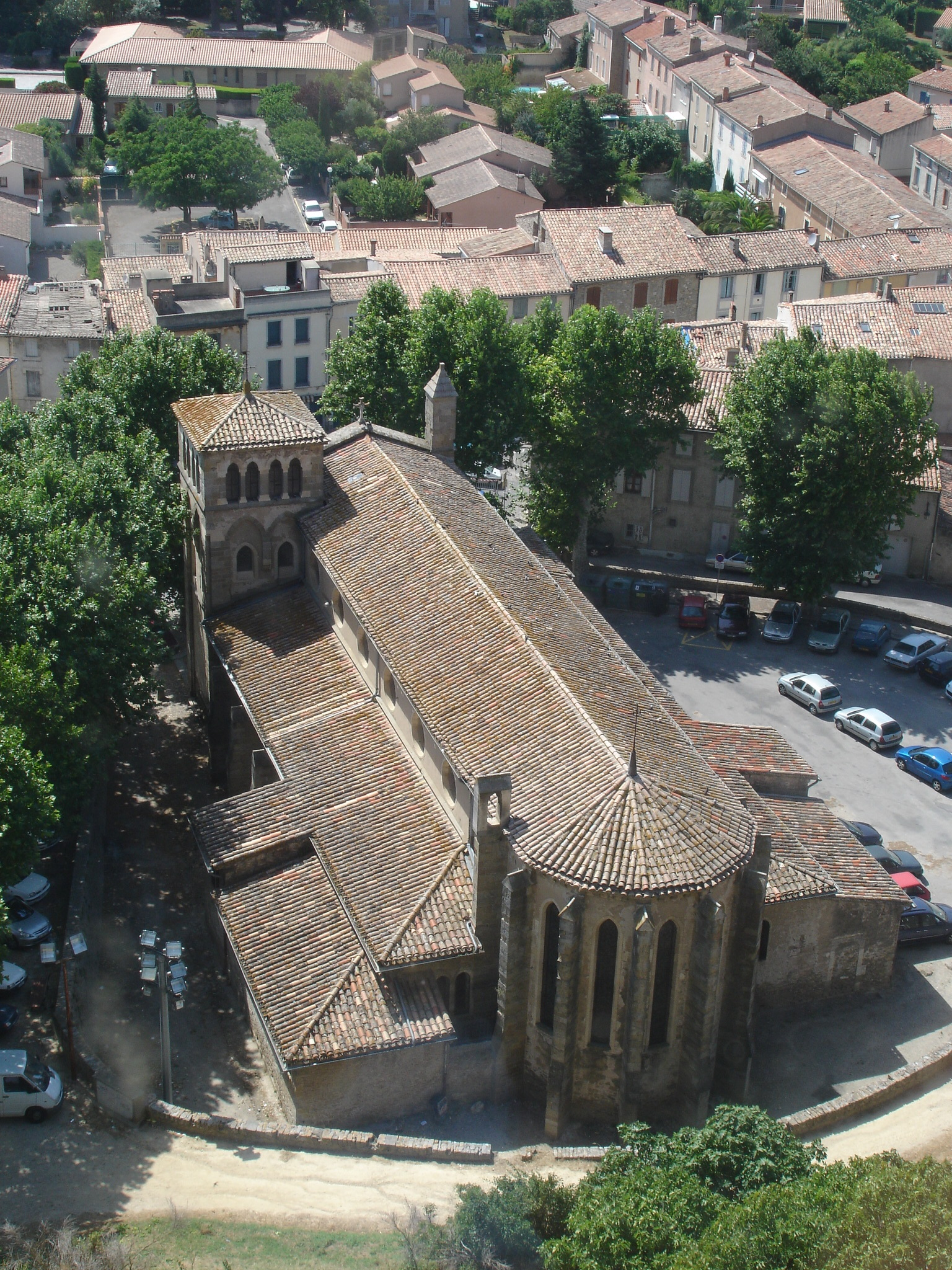
Kirche Saint-Gimer, rechts die Aude
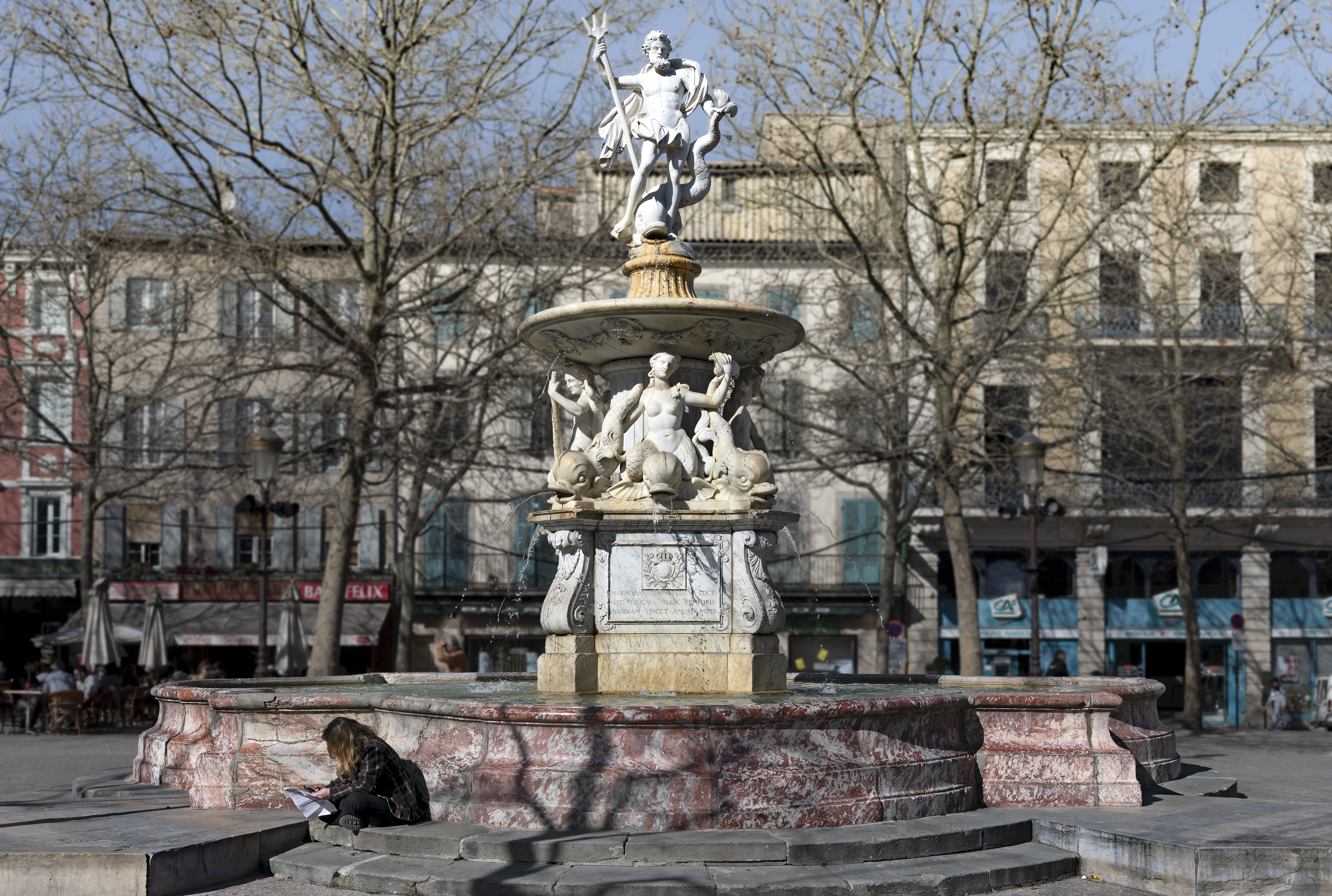
Place Carnot
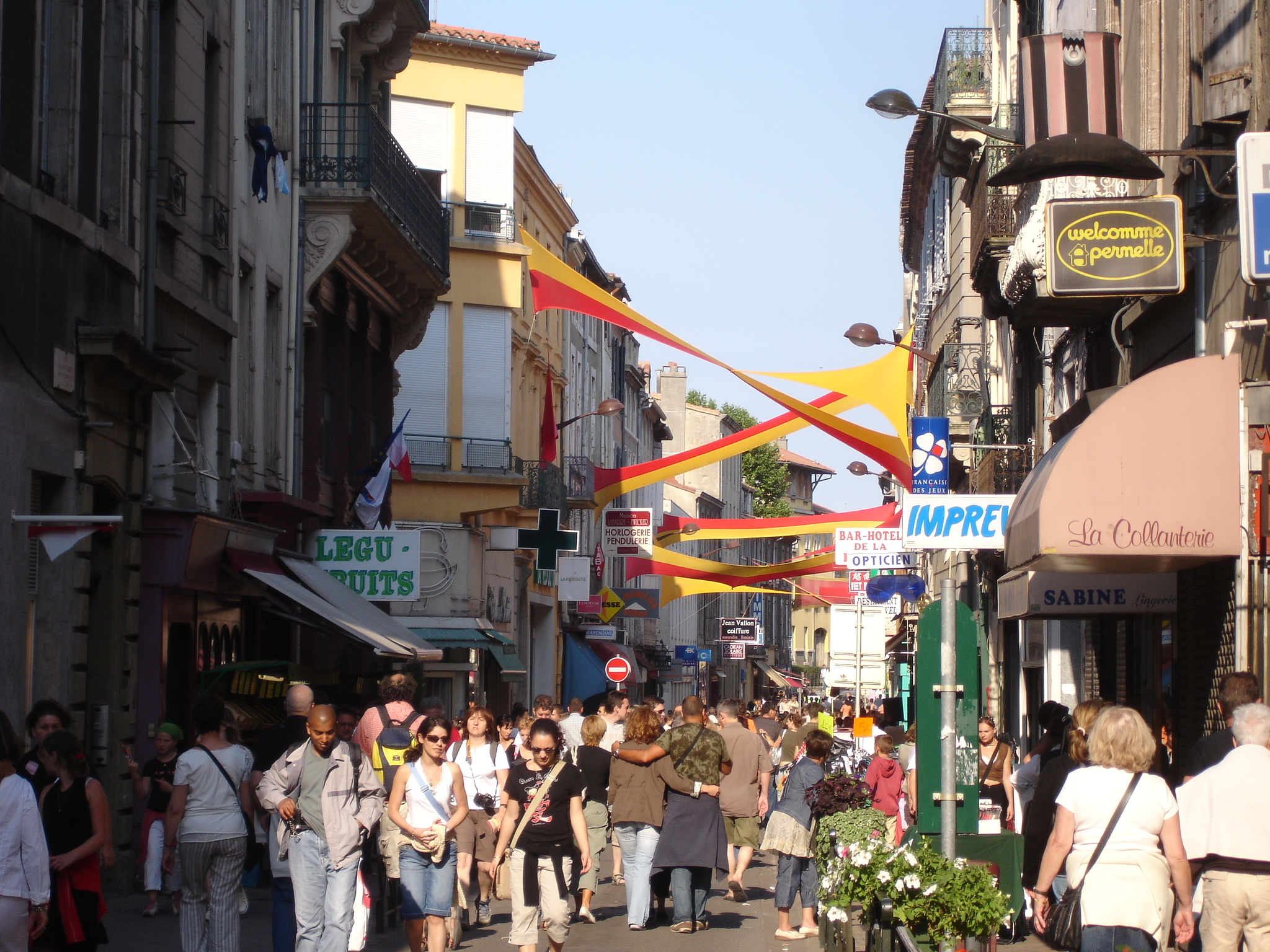
Die Einkaufsstraße Rue Verdun
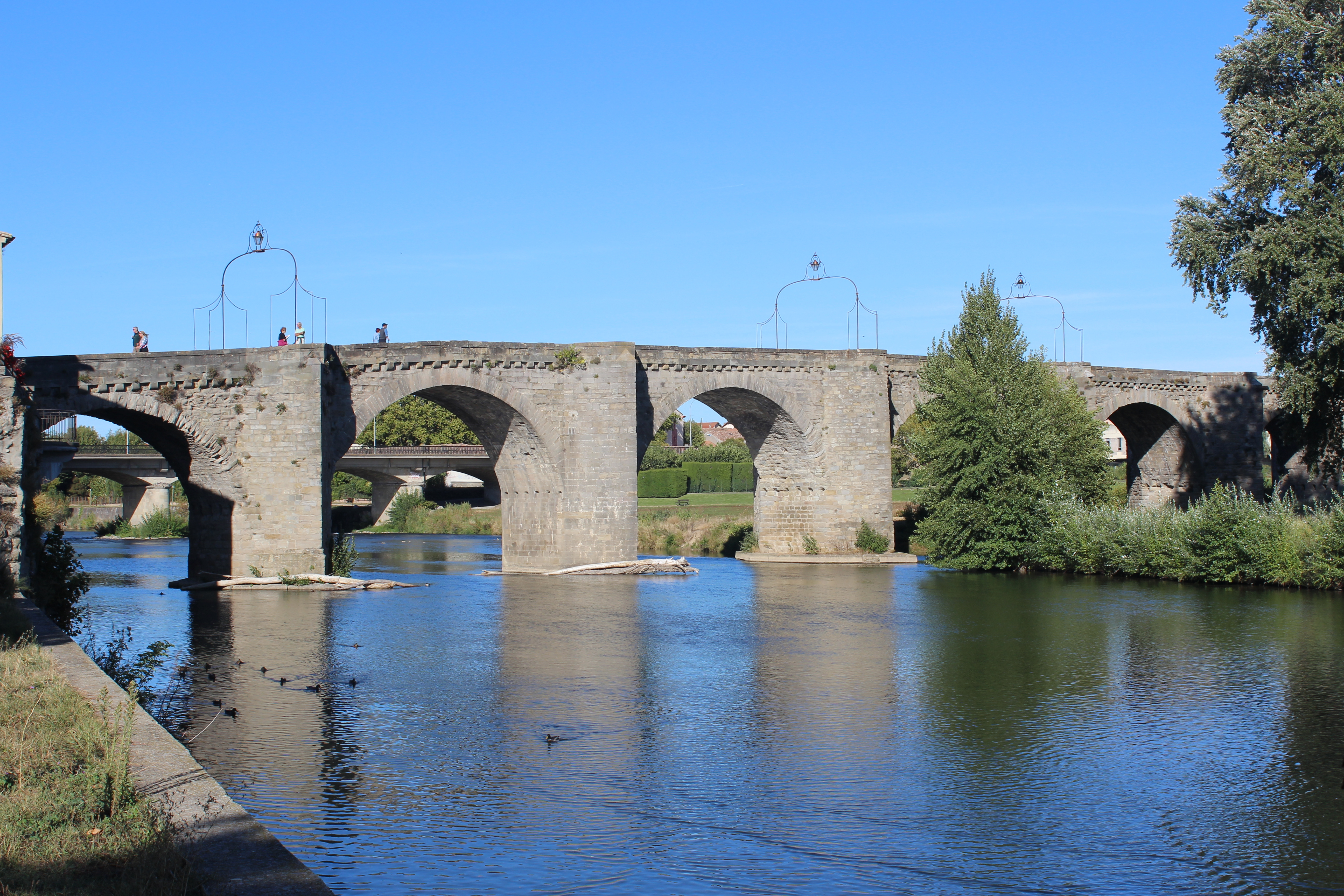
Pont Vieux – Die alte Brücke
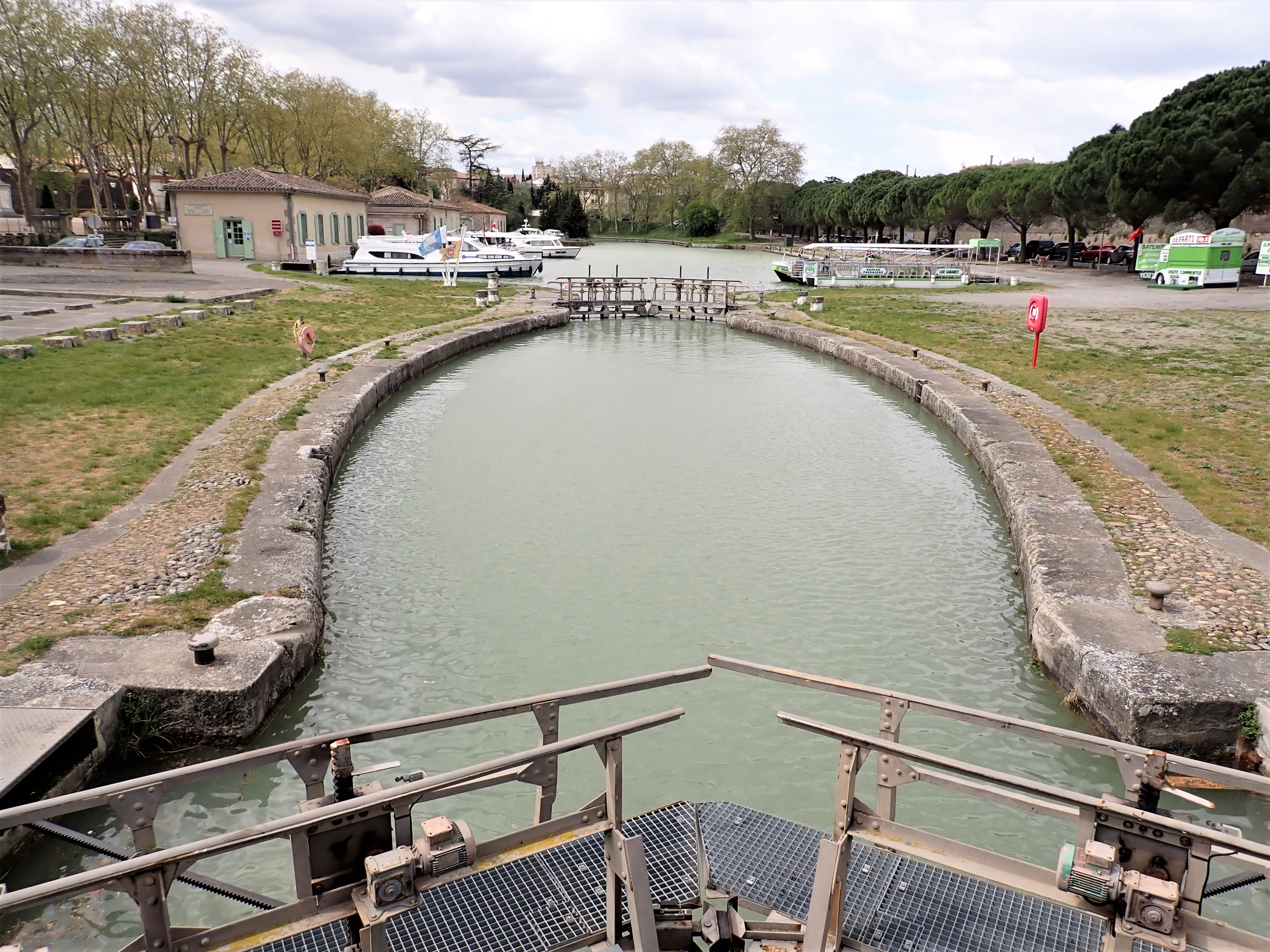
Schleusenbecken des Canal du Midi in Carcassonne

## Verkehr

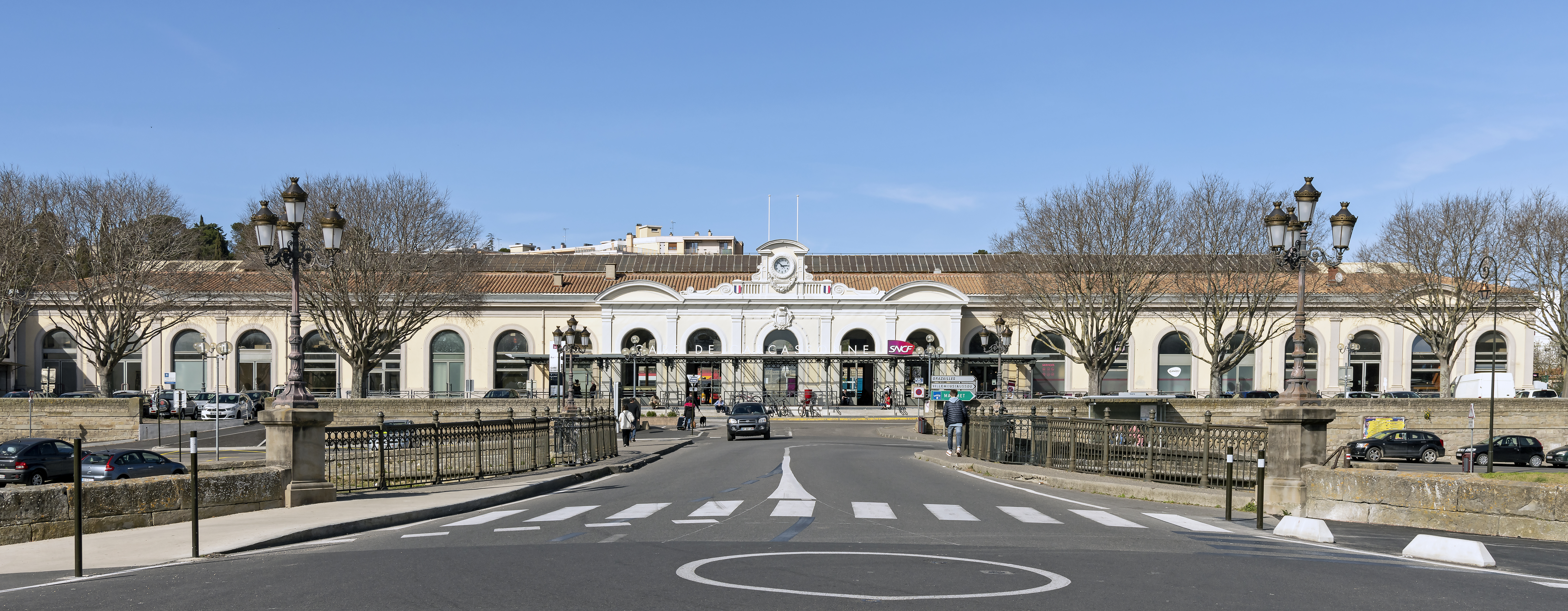
Bahnhof Carcassonne

Carcassonne liegt an der Autoroute A 61, die Narbonne mit Toulouse verbindet. Mit der Eisenbahn ist die Stadt über die Bahnstrecke von Bordeaux nach Sète sowie über die in Carcassonne beginnende Bahnstrecke nach Rivesaltes zu erreichen. Westlich des Ortes befindet sich der Flughafen Carcassonne.

## Die Stadt als Drehort für Filme

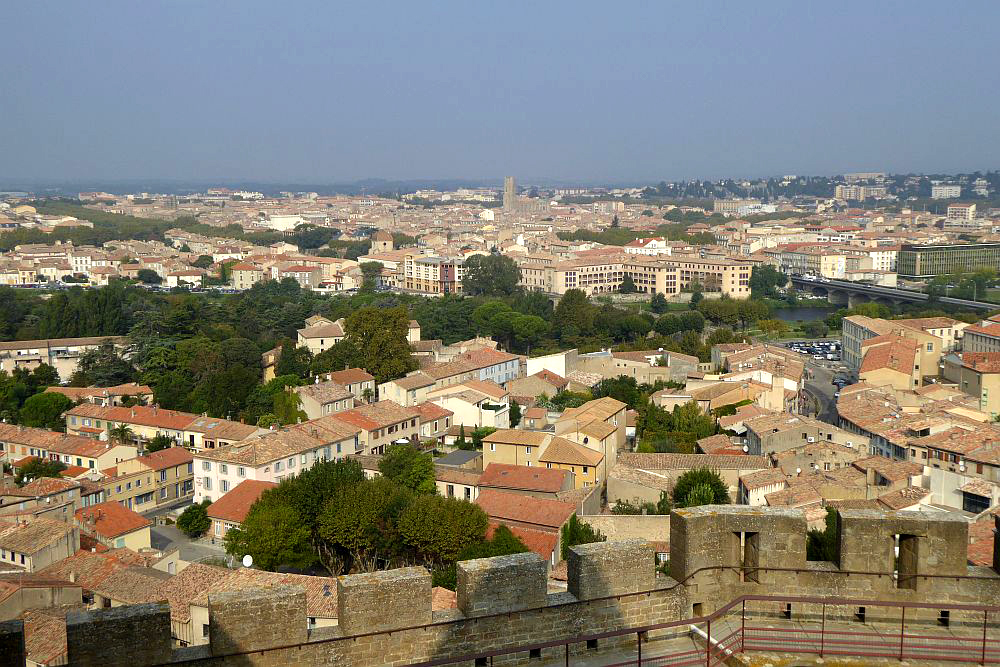
Blick auf Carcassonne

Carcassonne wurde und wird vor allem wegen der historischen Festung oft als Filmkulisse und auch als Drehort für zahlreiche Filme verwendet. So ließ sich Walt Disney von den Festungstürmen für seine Zeichentrickfilme Schneewittchen und Dornröschen inspirieren. 1965 wurden Teile der Filmkomödie „Scharfe Sachen für Monsieur“ mit Louis de Funès hier gedreht. 1981 dienten die Stadt und Umgebung als Schauplatz der deutsch-französischen Coproduktion Super-Biester! 'nen Freund zum Geburtstag (Une glace avec deux boules), einer Jugend- und Familienkomödie mit Désirée Nosbusch und Valérie Dumas in der Hauptrolle. Für den Film „Die Besucher“, der im Mittelalter spielt und 1993 produziert wurde, war die Stadt ein idealer Drehort. Die imposante Kulisse ist auch im 2008 entstandenen Fantasy-Film „Der Brief für den König“ zu sehen. Die Festung diente auch als Kulisse für den Abenteuerfilm „Robin Hood – König der Diebe“. Ab 2011 wurde in Carcassonne der Zweiteiler Das verlorene Labyrinth gedreht.

## Persönlichkeiten
- Petrus Nolascus (um 1182/89 – 1249/56), Gründer des Mercedarier-Ordens (Geburtsort strittig)
- Jacques Gamelin (1738–1803), Maler
- Fabre d’Églantine (1750–1794), Dichter
- Bernard Viguerie (1761–1819), Musiker und Komponist
- Eugène de Laprade (1763/64–1816), Abt von Darfeld-Rosenthal
- Édouard Ourliac (1813–1848), Schriftsteller
- Paul Sabatier (1854–1941), Chemiker und Nobelpreisträger
- Maurice Sarrail (1856–1929), General des Ersten Weltkriegs
- Eugène Py (1859–1924), Filmpionier
- Henri Salaman (1867–1910), Offizier und Gründer der Stadt Niamey
- François-Paul Alibert (1873–1953), Schriftsteller
- Ferdinand Alquié (1906–1985), Historiker und Philosoph
- André Cayatte (1909–1989), Filmregisseur
- Henri Gougaud (1936–2024), Schriftsteller und Chansonnier
- Albert Fert (* 1938), Nobelpreisträger für Physik 2007
- Claude Martí (* 1940), okzitanischer Liedermacher, Lyriker und Romancier
- Alain Colmerauer (1941–2017), Informatiker
- Xavier Lapeyre (* 1942), Autorennfahrer
- Gérard Walther (* 1943), Grafiker und Maler
- Jean-Marie Besset (* 1959), Dramatiker und Drehbuchautor
- Olivia Ruiz (* 1980), Musikerin
- Otman Djellilahine (* 1987), Fußballspieler

## Städtepartnerschaften

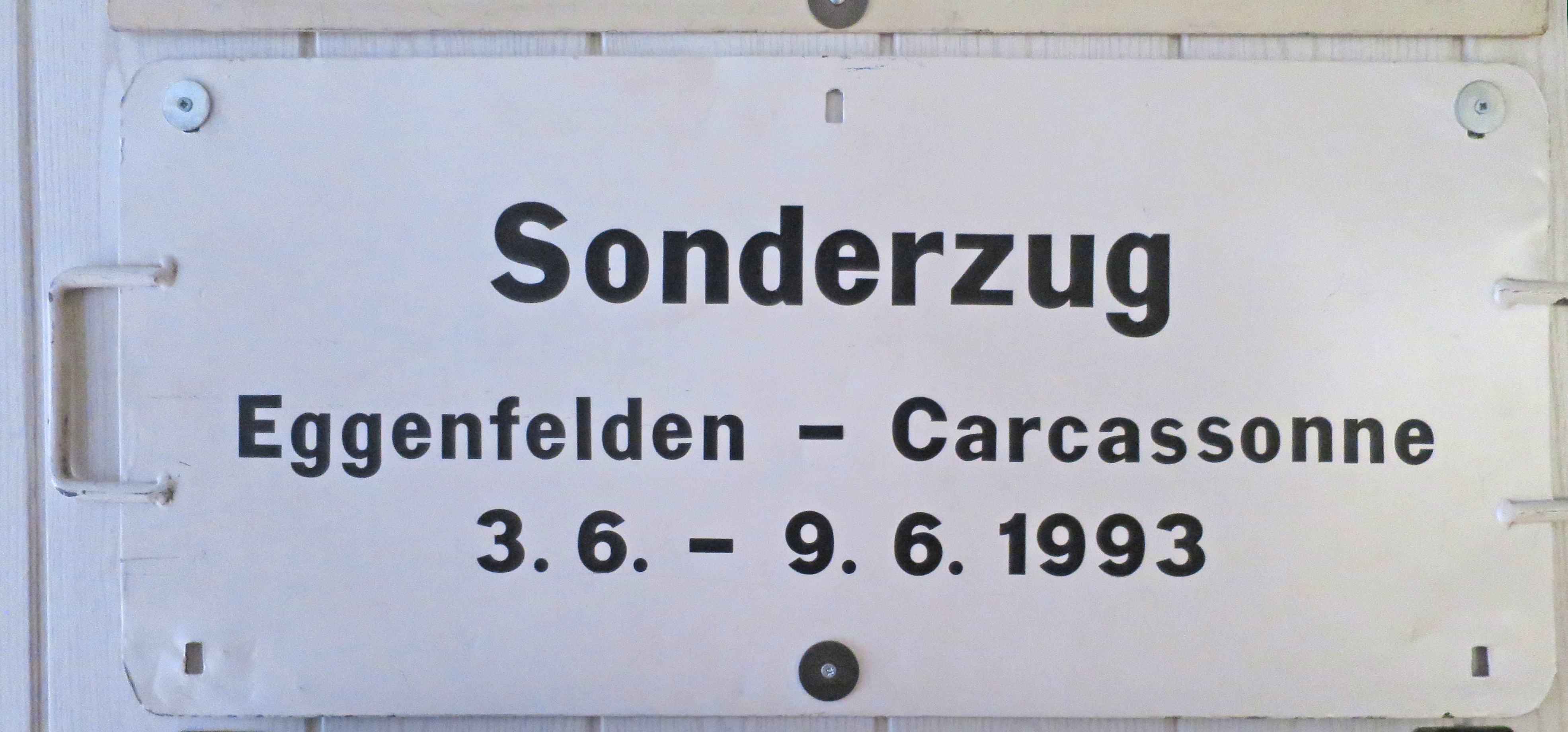
Zuglaufschild beim Modellbahnclub MEC Eggenfelden Rottal e. V.

- Eggenfelden in Deutschland, Niederbayern seit 1973

- Baeza in Spanien seit 2012

- Tallinn in Estland seit 2013

- Jaisalmer in Indien seit 2024